# Мактелл, Ральф
Ральф Мактелл (Ralph McTell, наст. имя — Ральф Мэй, Ralph May, Кент, Англия, 3 декабря 1944) — британский фолк-исполнитель, певец, гитарист, поэт, автор песен. Всемирную известность Мактеллу принесла песня «Streets of London», считающейся современной фолк-классикой (более двухсот исполнителей записали её версии, в том числе Брюс Спрингстин, Арета Франклин, Anti-Nowhere League, Blackmore's Night)
. Разносторонний гитарист и автор, Мактелл оказал значительное влияние на развитие фолк-сцены не только в Великобритании, но также в США и континентальной Европе.

## Биография
Ральф Мэй родился в семье военнослужащего Фрэнка Мэя; мать, Уиннифред Мосс вышла за него в 1943 году, во время военных действий, когда тот находился в отпуске в Англии. Сын был назван в честь Ральфа Вогана Уильямса; композитора, у которого Фрэнк когда-то работал садовником. Через год после рождения второго сына, Брюса, Фрэнк ушёл из семьи: это произошло в 1947 году. Уиннифред пришлось одной, без посторонней помощи воспитывать двоих мальчиков, чье детство, проведённое в Кройдоне, было очень бедным, но судя по воспоминаниям, счастливым. Позже об этом времени Ральф Мактелл рассказал в песне «Barges».
Музыкальные способности мальчик проявил в семилетнем возрасте, когда дед научил его играть на гармонике. По окончании начальной школы и экзаменов 11-plus, Мактелл поступил в среднюю школу Джона Раскина, где учился слабо, хоть и отмечался как способный ученик. Во многом сыграла роль не слишком дружелюбная обстановка: в основном здесь учились дети из богатых семей. Со своими музыкальными пристрастиями юный Мактелл также не вписывался в коллектив: он полюбил музыку скиффл и американский рок-н-ролл. По самоучителю Формби овладев техникой игры на укулеле, он вскоре начал исполнять скиффл-стандарты, вроде «Don’t You Rock Me, Daddy-O», а на второй год пребывания в школе организовал собственный ансамбль. Изначально Ральф Мэй как гитарист находился под влиянием кантри- и блюзовых инструменталистов начала XX века, таких, как Блайнд Блэйк, Роберт Джонсон и Блайнд Вилли Мактелл; именно в честь последнего, по совету одного из друзей, он взял сценический псевдоним McTell. В числе основных литературных влияний музыкант называл впоследствии Джека Керуака и Джона Стейнбека.
Некоторое время Мактелл играл в Лондоне, затем отправился в странстве по южному побережью страны и вскоре оказался в континентальной Европе, где, начав карьеру уличного музыканта, повстречал вскоре девушку по имени Нанна, свою будущую жену; вскоре у них родился сын. Вернувшись на родину, Мактелл начал работать учителем в школе, но продолжил выступать в лондонских фолк-клубах. Первую известность в британской столице он получил, выступая на сцене клуба Les Cousins в Сохо. В 1968 году он подписал контракт с Transatlantic Records и выпустил здесь дебютный альбом Eight Frames a Second. В июле 1969 года он с успехом выступил на Кембриджском фолк-фестивале, а в декабре того же года дал свой первый концерт (в лондонском Hornsey Town Hall) в качестве хедлайнера. В мае 1970 года с аншлагом прошёл концерт Мактелла в Ройал Фестивал Холле, после чего певца пригласили на фестиваль Isle of Wight, где он выступил на одной сцене с Джими Хендриксом и Бобом Диланом.

## Дискография

### Альбомы (избранное)
- Eight Frames a Second Transatlantic 1968
- Spiral Staircase Transatlantic 1969
- My Side of Your Window Transatlantic 1969
- Revisited Transatlantic 1970 (сборник ремиксов)
- You Well-Meaning Brought Me Here Famous 1971
- Not Till Tomorrow Reprise 1972
- Easy Reprise 1974
- Streets... Warner Bros. 1975
- Right Side Up Warner Bros. 1976
- Ralph, Albert & Sydney Warner Bros. 1977 (концертный альбом)
- Slide Away the Screen Warner Bros. 1979
- Water Of Dreams Mays 1982
- Songs From Alphabet Zoo Mays 1983
- Best of Alphabet Zoo Mays 1983
- At the End of a Perfect Day Telstar 1985
- The Best of — Tickle on the Tum Mays 1986
- Bridge of Sighs Mays 1986
- Blue Skies Black Heroes Leola 1988 (LP) (CD)
- A Collection of His Love Songs Castle 1989 (Double LP) (CD) (Compilation)
- Stealin' Back Castle 1990 (CD)
- The Boy with a Note Leola 1992 (CD)
- Sand in Your Shoes Transatlantic 1995 (CD)
- Red Sky Leola 2000 (CD)
- National Treasure Leola 2002 (CD)
- Gates of Eden Leola 2006 (CD)
- Somewhere Down the Road Leola 2010 (CD)